# Lucie Bílá
Lucie Bílá (Csehszlovákia, Otvovice, 1966. április 7.–) eredeti nevén Hana Zaňáková, énekesnő, a cseh könnyűzene kiemelkedő egyénisége.

## Pályafutása
Kezdetben a Rock-Automat és az Arakain együttesekben énekelt. Az 1980-as években Petr Hannig producer fedezte fel, kinek ajánlására felvette a Lucie Bílá művésznevet. Petr Hannig Neposlušné tenisky és Horší než kluk című nagy sikerű  szerzeményeivel országszerte ismertté vált. Az 1990-es évektől kezdődően musicalekben szerepelt, további szólólemezeket adott ki, filmekben színészként és énekesként szerepelt. Több éven keresztül vezette a közönségszavazatok alapján felállított Zlatý slavík országos népszerűségi listát.

## Albumai

### Szólóalbumai
- Neposlušné tenisky (1985)
- Lucie Bílá (1986)
- Missariel (1992)
- Lucie Bílá (1994)
- Hvězdy jako hvězdy (1998)
- Úplně nahá (1999)
- Jampadampa (2003)
- Láska je láska (Best Of) (2004)
- Koncert (2006)
- Platinum Collection (3 CD, válogatáslemez) (2007)
- Woman (2007)
- Lucerna (Live album) (2008)
- Bang! Bang! (2009)

### Musicalek
- Les Miserables (1992)
- Zahrada rajských potěšení (1993)
- Dracula (1995)
- Krysař (1996)
- Johanka z Arku (2000)
- Romeo a Julie (2003)
- Excalibur (2003)
- Láska je láska (2005)
- Elixír života (2005)
- Němcová (2008)
- Carmen (2008)

### DVD
- Johanka z Arku (2003)
- Láska je láska (2004)
- Koncert (2006)
- Lucerna (2008)
- Láska je láska & Elixír života (2009)

## Díjak, elismerések

### Cseh könnyűzenei akadémia díjai
- 1993 – Gramy – Az év énekesnője (1992), az év albuma (Missariel), az év videóklipje (Láska je láska)
- 1994 – Gramy – Az év énekesnője (1993)
- 1995 – Gramy – Az év énekesnője (1994)
- 1996 – Gramy – Az év énekesnője (1995)
- 1998 – APH-díj – Az év énekesnője (1997)
- 1999 – APH-díj – Az év énekesnője (1998)
- 2003 – a legnagyobb példányszámban eladott cseh könnyűzenei album (Jampadampa)

### Zlatý slavík(későbbČeský slavík)
- 1996-2004 – 1. hely az énekesnő kategóriában
- 2005-2006 – 2. hely az énekesnő kategóriában
- 2007-2009 – 1. hely az énekesnő kategóriában

## Fordítás
- Ez a szócikk részben vagy egészben  a   Lucie Bílá című cseh Wikipédia-szócikk ezen változatának fordításán alapul.  Az eredeti cikk szerkesztőit annak laptörténete sorolja fel. Ez a jelzés csupán a megfogalmazás eredetét és a szerzői jogokat jelzi, nem szolgál a cikkben szereplő információk forrásmegjelöléseként.

## Külső hivatkozás
- Lucie Bílá weblapja